# Jacinto B. Treviño
Jacinto Blas Treviño González (Guerrero, Coahuila; 11 de septiembre de 1883-Ciudad de México, 5 de noviembre de 1971), más conocido como Jacinto B. Treviño, fue un militar, empresario y político mexicano que participó en la Revolución mexicana. Se desempeñó como secretario de Guerra y Marina en 1914 durante el gobierno constitucionalista de Venustiano Carranza.
Fue concuño del futuro presidente Adolfo Ruiz Cortines en su primer matrimonio.

## Juventud
Nació en Guerrero, Coahuila el 11 de septiembre de 1883, siendo sus padres Francisco Z. Treviño, antiguo coronel de guardias nacionales y Trinidad González. Realizó sus estudios primarios en Monterrey, Nuevo León, y la preparatoria en el Colegio Civil del estado.

## Carrera militar

### Porfiriato
Ingresó al Colegio Militar en 1900 y se tituló como técnico de artillería en 1908. Ingresó al Ejército en la fábrica Nacional de Cartuchos y en la Fábrica Nacional de Pólvora. En 1910 permaneció ajeno a la lucha maderista y continuó su citada tarea en el ejército nacional.

### Maderismo
A pesar de ello, en noviembre de 1911 pasó a formar parte del Estado Mayor de Francisco I. Madero, con el grado de capitán. Combatió contra la sublevación de Pascual Orozco en 1912. A principios del siguiente año fue comisionado al lado de Luis Garfias Espinosa de los Monteros para organizar las tropas irregulares del estado de Coahuila. En dicha tarea lo sorprendió la Decena Trágica y el posterior asesinato de Madero.

### Constitucionalismo
Treviño entonces se rebeló contra Victoriano Huerta, aliándose con Venustiano Carranza, quién lo ascendió a Mayor. Participó en el combate de Anhelo y el ataque de Saltillo, ambos en marzo de 1913. Fue el primer firmante del Plan de Guadalupe, ya que dos días antes había sido dado de baja del Ejército Federal por haberse incorporado a los alzados. Bajo las órdenes directas de Venustiano Carranza participó en los combates de Candela, Monclova y Torreón; como parte de su escolta realizó el viaje hasta Hermosillo. En junio de 1914 fue ascendido a general brigadier, y al mando de una columna ocupó Pachuca, durante el declive del huertismo. En septiembre de ese año fue nombrado oficial mayor, encargado del despacho de la Secretaría de Guerra y Marina. Al poco tiempo dejó dicho cargo para jefaturar la Brigada "Hidalgo". Ante la escisión revolucionaria permaneció al lado de Venustiano Carranza. Desde los inicios de la lucha contra el villismo su brigada pasó a formar parte del Cuerpo de Ejército al mando de Pablo González Garza. En marzo de 1915, Carranza lo designó jefe de las operaciones en la Batalla de El Ébano, San Luis Potosí. Ahí venció a las huestes villistas del general Tomás Urbina, convirtiéndose en un héroe constitucionalista en la lucha estratégica contra Francisco Villa. Fue ascendido a general de brigada y ocupó interinamente la jefatura del Cuerpo de Ejército del Noroeste, pues Pablo González Garza fue a Veracruz a organizar el Cuerpo de Ejército de Oriente, que tendría el objetivo de reconquistar la Ciudad de México. Poco más tarde fue nombrado jefe propietario de dicho cuerpo y realizó una extensa campaña en Nuevo León, Coahuila y Chihuahua. Para fines de dicho año de 1915 entró a la capital de Chihuahua, siendo ascendido a general de división. Fue comandante militar de Chihuahua durante 1916 y parte de 1917, sin embargo, no pudo derrotar a Francisco Villa. Fue sustituido por Francisco Murguía, lo que originó grandes problemas entre los dos.

## Plan de Agua Prieta
En 1920 se adhirió al Plan de Agua Prieta, como general de las fuerzas gonzalistas, llamados Ejército Libertador Revolucionario. Fue el primer jefe que ocupó la Ciudad de México. Se le acusó de haberse pasado al obregonismo; y que prueba de ello era que había aceptado el cargo de Secretario de Industria y Comercio durante el interinato de Adolfo de la Huerta. 
En 1921 siendo Presidente de la Comisión Revisora de Hojas de Servicio de la Secretaria de Guerra y Marina se le señaló como asesino de José Alessio Robles; por lo que fue aprehendido, procesado y liberado en diciembre por desvanecimiento de datos. 
Participó en la Rebelión escobarista de 1929, siendo por ello dado de baja del ejército y exiliado a los Estados Unidos. 
Regresó al país en 1941. Le fue devuelto y reconocido su grado de general de división y reingresó al medio político; por ello fue nombrado Consejero del Banco Nacional del Ejército y la Armada en 1947. 
Luego sería director de la empresa Puertos Libres Mexicanos y senador durante el periodo presidencial de Adolfo Ruiz Cortines, quién de joven había sido su secretario particular. 
Fue fundador y presidente del Partido Auténtico de la Revolución Mexicana. 
Murió en la Ciudad de México el 5 de noviembre de 1971.